# Tharpyna simpsoni
Tharpyna simpsoni là một loài nhện trong họ Thomisidae.
Loài này thuộc chi Tharpyna. Tharpyna simpsoni được Vernon Victor Hickman miêu tả năm 1944.